# Tiffany Williams

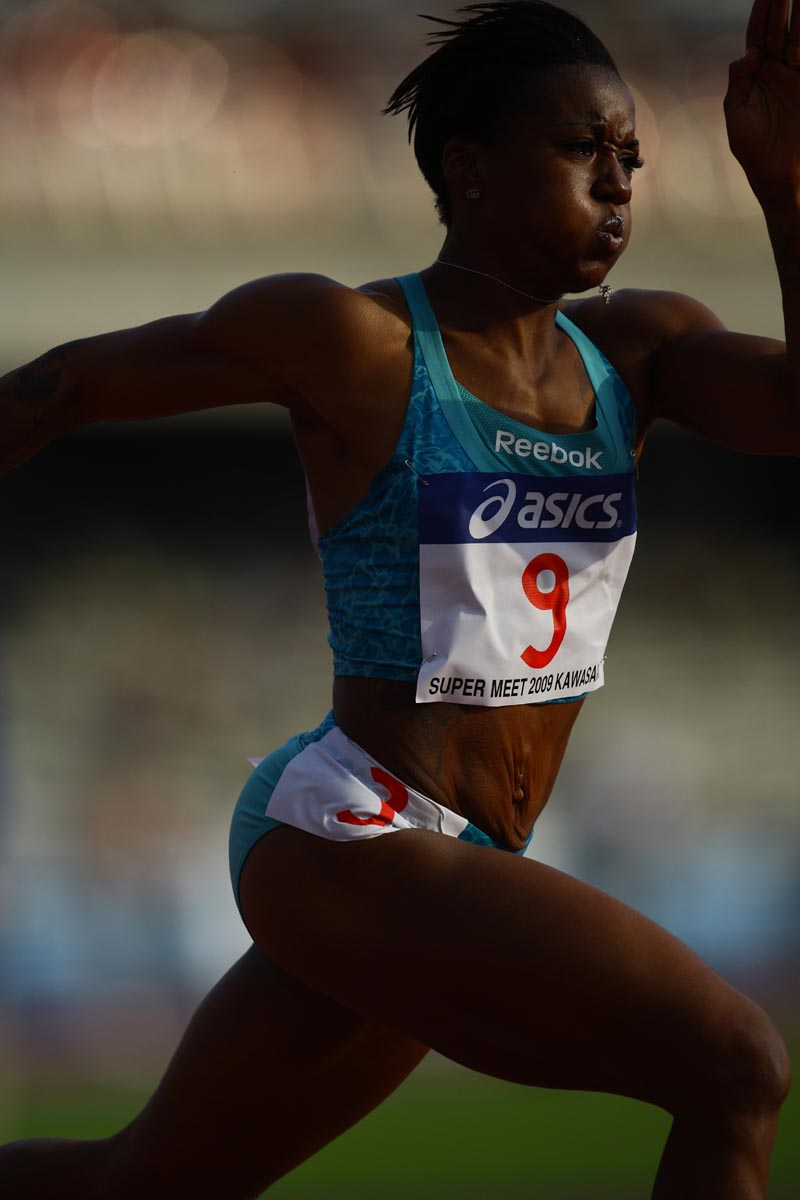
Tiffany Williams 2009

Tiffany Williams (* 5. Februar 1983 in Miami als Tiffany Ross) ist eine US-amerikanische Hürdenläuferin, die sich auf die 400-Meter-Distanz spezialisiert hat.
2006 gewann sie bei den Hallenweltmeisterschaften in Moskau Silber in der 4-mal-400-Meter-Staffel und wurde Zweite beim Leichtathletik-Weltfinale in Stuttgart.
2007 fuhr sie als US-Meisterin zu den Weltmeisterschaften in Osaka und wurde Siebte. Im Jahr darauf gewann sie den US-Ausscheidungskampf für die Olympischen Spiele in Peking, bei denen sie auf den achten Platz kam. 2009 wurde sie Fünfte bei den Weltmeisterschaften in Berlin und Siebte beim Weltfinale.

## Persönliche Bestzeiten
- 400 m: 52,45 s, 1. Mai 2006, Baie-Mahault
  - Halle: 52,43 s, 26. Februar 2005, Fayetteville
- 100 m Hürden: 12,99 s, 23. April 2005, Athens
- 400 m Hürden: 53,28 s, 24. Juni 2007, Indianapolis